# Burg Sumpu

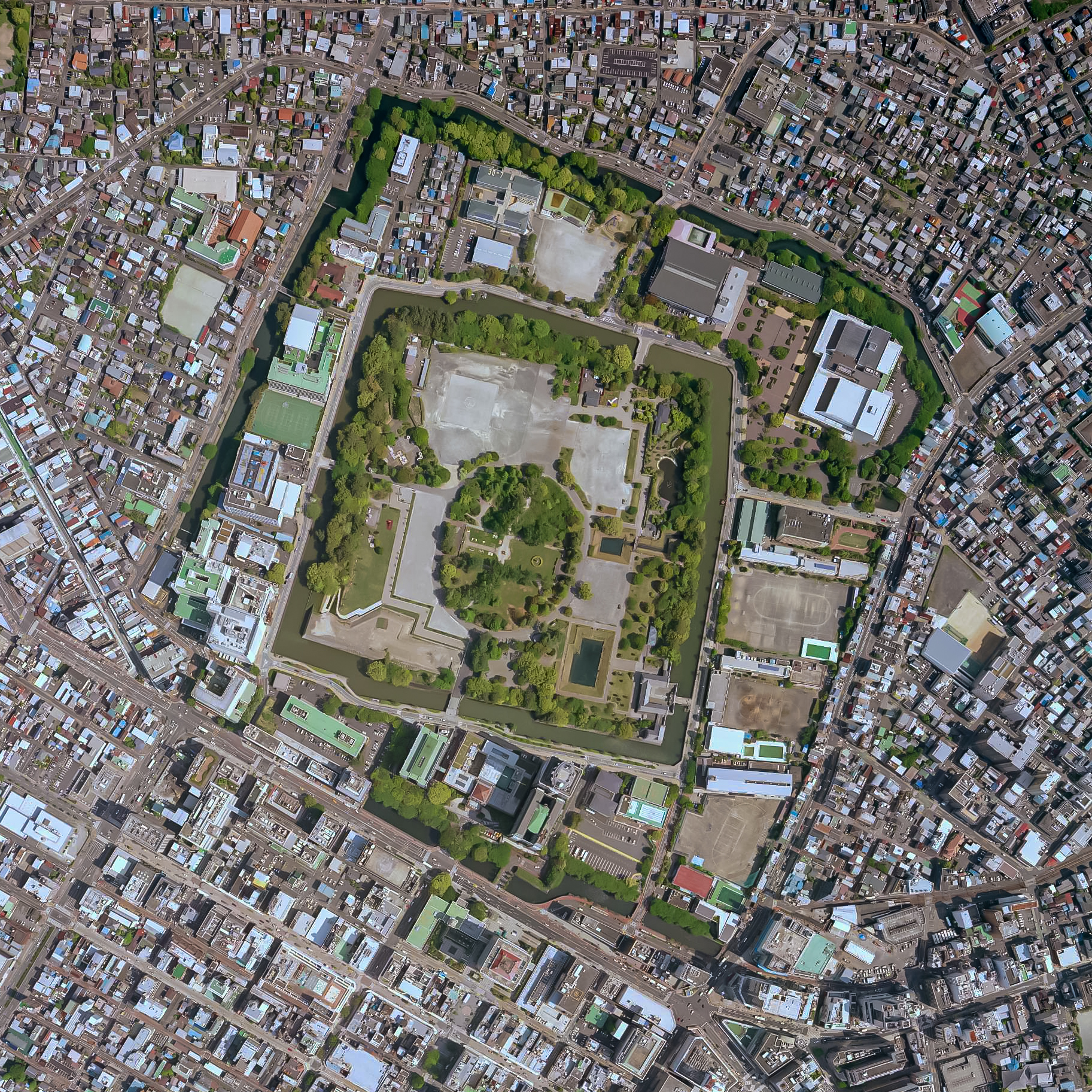
Luftbild der Burg, 2009

Die Burg Sumpu (japanisch 駿府城, Sumpu-jō) befindet sich in der Stadt Shizuoka, deren alter Name in Kurzform Sumpu war, nämlich   Regierungssitz der Provinz Suruga (駿河府中, Suruga fuchū). Die Burg ist vor allem dadurch bekannt, dass Tokugawa Ieyasu sie für sich als Ruhesitz ausbauen ließ.

## Geschichte
In der Muromachi-Zeit befand sich dort der Sitz des Imagawa-Klans und, als dieser untergegangen war, baute Ieyasu von 1585 bis 1589 eine Burg, indem er Teile aus seiner Burg Hamamatsu dahin überführte. 1590 gab er im Tausch gegen die Kantō-Provinzen den Ort an Toyotomi Hideyoshi zurück, aber nach der Schlacht von Sekigahara belehnte er zunächst Naitō Nobunari damit. 1607 führte Ieyasu eine große Umbesetzung der Lehen durch und machte Sumpu zu seinem Ruhesitz. Auch nach seinem Tode blieb die Burg in der Hand der Tokugawa-Familie.

## Die Anlage
Die Burg Sumpu liegt am Fluss Abe und ist ein gutes Beispiel für eine Burg in der Kantō-Ebene. Sie nimmt eine Fläche von 720 m² ein und ist in drei einander umschließende Ringe gegliedert: Hommaru, Ni-no-maru und San-no-maru, die jeweils durch Wassergräben und Mauern geschützt waren.  Im Hauptbezirk befand dich die Residenz und der Burgturm, der außen fünf Ebenen aufwies, innen jedoch in sieben Stockwerke gegliedert war. Bei einem Brand 1635 gingen die Bauwerke verloren, wurden aber bis auf den Burgturm weitgehend wieder aufgebaut. Beim ersten Großen Ansei-Erdbeben 1854 wurde die Burg stark beschädigt und nicht wieder hergestellt. Nach der Meiji-Restauration wurden auf dem Burggelände Truppen stationiert, wobei die Basis des Burgturms und Steinmauern abgetragen wurden. Seit den 1990er Jahren hat man die erwähnten Bauwerke originalgetreu wiederhergestellt.

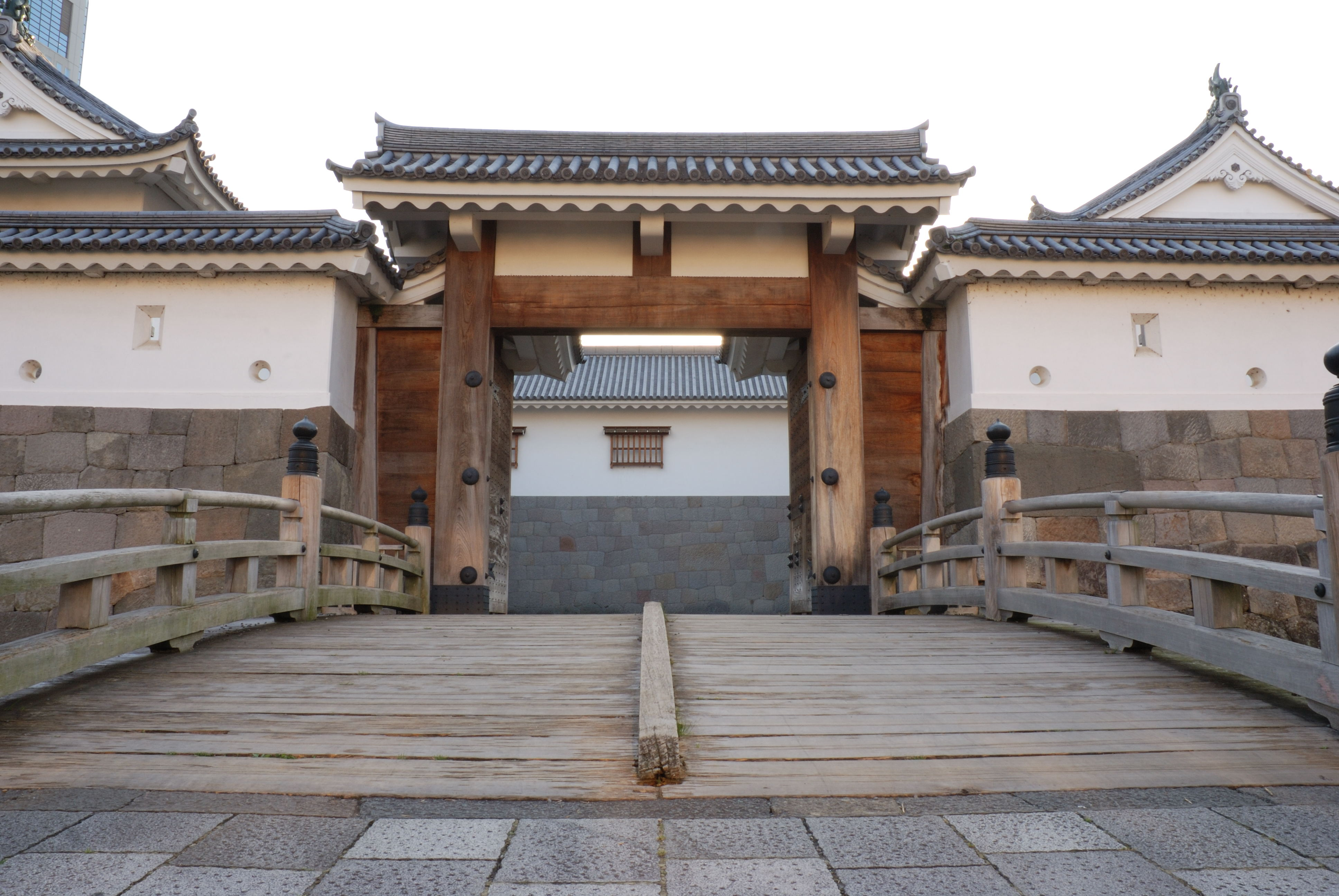
Osttor, (A) Äußeres-Tor
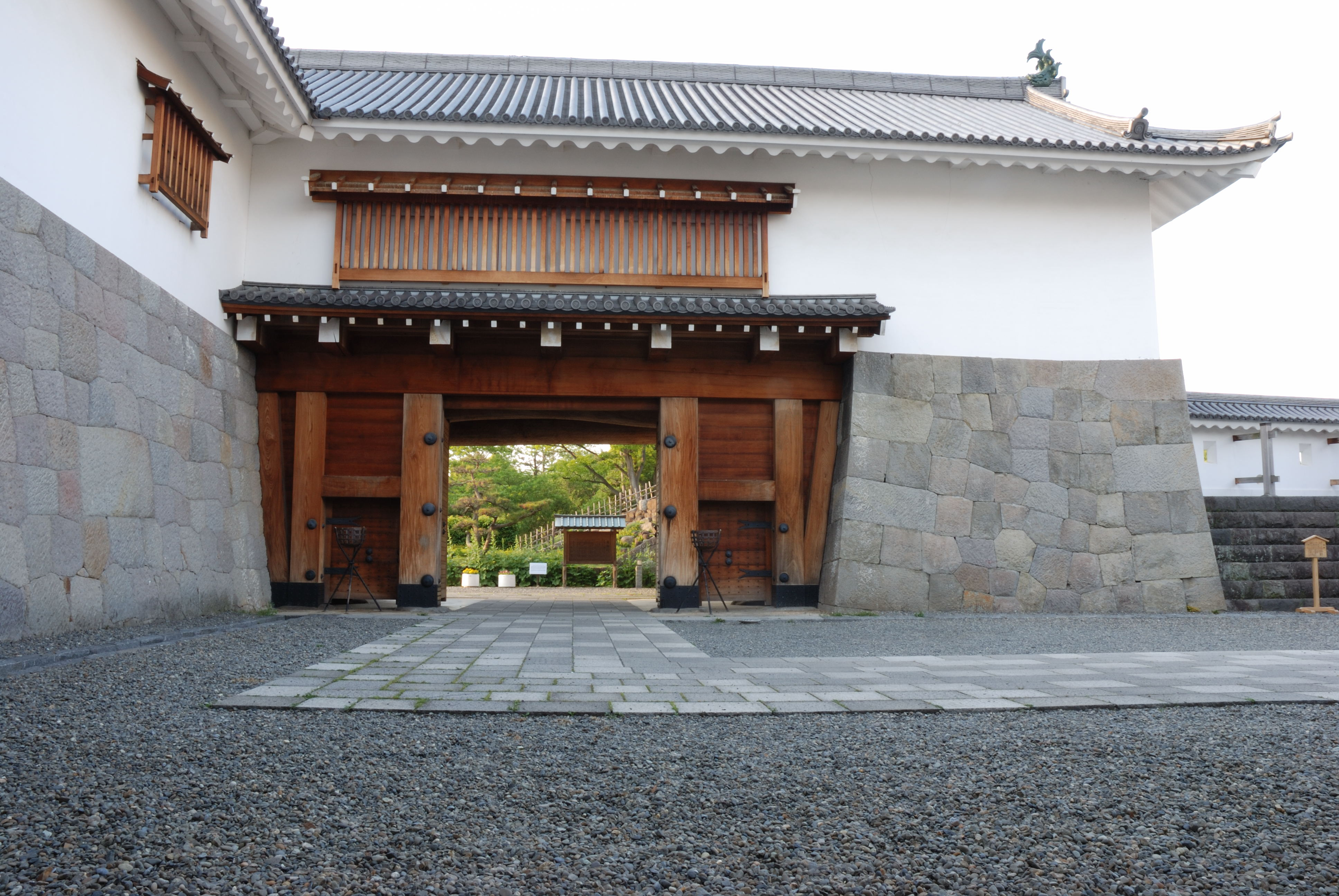
Osttor, (B) Inneres-Tor
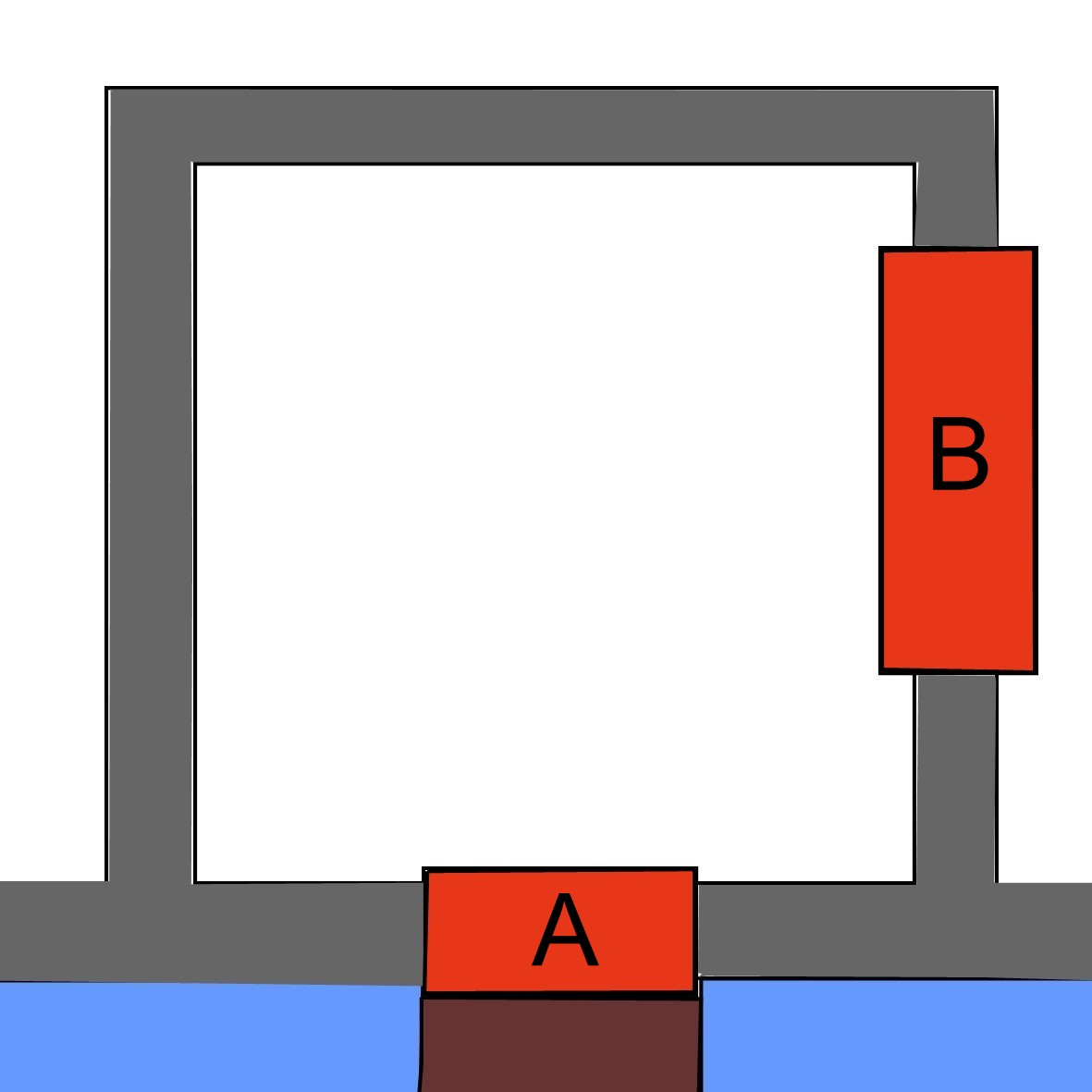
Grundriss des Torbereichs